# Taharana dentata
Taharana dentata är en insektsart som beskrevs av Nielson 1991. Taharana dentata ingår i släktet Taharana och familjen dvärgstritar. Inga underarter finns listade i Catalogue of Life.